# محمد سليم باشا
محمد سليم باشا (بالتركية: Benderli Mehmed Selim Sırrı Paşa)‏ كان الصدر الأعظم للدولة العثمانية في الفترة ما بين 15 سبتمبر 1824 حتى 26 أكتوبر 1828. تُوفي في 1831 بمدينة دمشق   